# Марциняк, Пётр
Пётр Марчиняк (пол. Piotr Marciniak, род. 7 сентября 1949, Лодзь) — польский дипломат, политик, депутат Сейма Польской Республики II созыва (1993—1997), посол Польши в Молдове (2000—2005), генеральный консул в Иркутске (2008—2009) и Санкт-Петербурге (2011—2015).

## Биография
В 1971 году окончил Институт политических наук Варшавского университета. Кандидат гуманитарных наук (1978), doctor honoris causa в Академии экономических наук в Кишинёве (2005).
Преподавал в вузах Варшавы и Торуни. С 1990 года был сотрудником Института Политических Исследований Польской академии наук. Занимался историей общественной мысли; историей массовых движений, в том числе, историей «Солидарности»; проблемами современного гражданского общества. Издал несколько книг и свыше ста научных статей. Работал редактором научных журналов.
Активно участвовал в политической и общественной жизни Польши. С 1993 по 1997 депутат Сейма, заместитель председателя Комиссии по международным делам, член Чрезвычайной комиссии по проектам закона о люстрации; участвовал в работе над Конституцией (1997).
В дипломатии начал работать в качестве посла в Молдове (2000—2005). Вернулся в эту профессию как генеральный консул в Иркутске, где проработал год (2008—2009). С 2009 по 2011 заместитель посла в Москве. Обязанности генерального консула в Санкт-Петербурге начал исполнять в октябре 2011 года. Окончил в 2015.
Женат, имеет взрослого сына. Его брат Влоджимеж Марчиняк в 2016 был назначен посолом Польши в России.

## Награды
- Орден Почёта (Молдова, 2005)[1]